# Dacus badius
Dacus badius är en tvåvingeart som beskrevs av Drew 1989. Dacus badius ingår i släktet Dacus och familjen borrflugor. Inga underarter finns listade i Catalogue of Life.